# シアトル・シーホークス
シアトル・シーホークス（英語: Seattle Seahawks、略称: SEA）は、アメリカ合衆国ワシントン州シアトルに本拠地をおくNFLチーム。NFC西地区に所属している。
2002年のリーグ再編に際しAFC西地区からNFC西地区に移動した。現時点でAFCチャンピオンシップゲーム、NFCチャンピオンシップゲームに出場した唯一のチーム。第48回スーパーボウルに勝利。第49回スーパーボウルに2年連続出場。ホームスタジアムは、ルーメン・フィールド。本部と練習場は、シアトル南東部レントンのバージニア・メイソン・アスレチック・センターに位置している。

## 歴史

### チーム設立から1980年代まで
1972年6月15日、シアトルにNFLエクスパンションチームを誘致するための組織が発足、2年後の1974年6月4日、28チーム目として設立が決定、同年12月5日、NFLのコミッショナー、ピート・ロゼールによってシアトルがエクスパンションチームのフランチャイズとなったことが発表された。翌1975年3月5日、ジョン・トンプソンがゼネラルマネージャーになった。6月17日に、公募されていたチームの愛称（20000人以上から1700を超える名称が寄せられた。）がシーホークスに決まった。トンプソンはミネソタ・バイキングスのアシスタントコーチであったジャック・パテラを初代ヘッドコーチに起用した。
1976年3月30日、31日に同じエクスパンションチームであるタンパベイ・バッカニアーズと共に他の26球団にプロテクトされなかった選手を獲得後、ドラフトでは全体2位でDTのスティーブ・ニーハウスを指名した。同じ年オープンしたキングドームで1976年8月1日に行われたサンフランシスコ・フォーティナイナーズとの試合がチーム初の試合となった。
シーホークスは、AFCとNFCの間を2度にわたり行き来した唯一のチームである。1976年はNFC西地区に属したが、1シーズン終了後、バッカニアーズと入れ替わりAFC西地区に属するようになった。これはNFLの元々のプランであり、こうすることですべての他球団との試合が組まれた。2002年にヒューストン・テキサンズが32チーム目のフランチャイズとして加入したときに、各地区ごとのチーム数を4で統一させる際にNFC西地区に属するようになった。これによってAFC西地区に残った4チーム、デンバー・ブロンコス、カンザスシティ・チーフス、オークランド・レイダース、サンディエゴ・チャージャーズはいずれもアメリカン・フットボール・リーグ（AFL）からNFLに加入したチームとなった。
これまでにAFC西地区で1988年と1999年、NFC西地区で2004年から2007年まで4年連続地区優勝を果たした。1983年シーズンにAFCチャンピオンシップゲームまで進出、2005年には1984年シーズンから2004年シーズンまで、長い間勝てなかったプレーオフで勝ち星をあげてNFCチャンピオンシップゲームにも勝利し、第40回スーパーボウルに出場した。
1976年8月26日、シーホークスは、翌年のドラフト8巡目指名権と引き換えにWRスティーブ・ラージェントを獲得した。同年10月17日にタンパベイ・バッカニアーズを破り初勝利をあげ、11月7日のアトランタ・ファルコンズ戦で地元での初勝利をあげた。この年は2勝12敗に終わったがQBジム・ゾーンとラージェントのプレイは注目されファンは足を運んだ。1977年1月17日にキングドームでプロボウルが行われ63214人の観衆が訪れた。この大会はプロボウル史上初のソールドアウトとなった。1977年のドラフトでは、ダラス・カウボーイズに1巡目指名権を譲り、代わりにカウボーイズの1巡目指名権と3つのドラフト2巡目指名権を獲得した。この時カウボーイズに譲られた指名権で、RBトニー・ドーセットが指名された。
1977年シーズン開幕から4連敗した後、地元にバッカニアーズを迎え30-23で勝利をあげると、その2週間後の10月30日のバッファロー・ビルズ戦では負傷して4試合欠場していたゾーンが復帰し4タッチダウンをあげる活躍を見せてチームは56-17で勝利した。2シーズン目の1977年は5勝9敗で終えた。
1978年シーズン9勝7敗と初めて勝ち越しでシーズンを終え、ラージェントはNFL2位の1168ヤードを獲得した。ジャック・パテラはNFLのコーチ・オブ・ザ・イヤーに選ばれ、ゾーンもAFCのプレイヤー・オブ・ザ・イヤーに選出された。またオークランド・レイダースから1965年以来シーズン2勝をあげた初の対戦相手となった。
1979年10月29日にマンデーナイトフットボールに初出場した。アトランタ・ファルコンズに0-14とリードされたがその後31-28と逆転勝利をおさめたが、翌週のロサンゼルス・ラムズ戦ではNFLワースト記録となるオフェンス獲得ヤードがマイナス7ヤードに終わり、0-24で完封負けを喫した。続く6試合で5勝をあげて9勝7敗でシーズンを終えた。
1980年、4勝3敗の後、9連敗で4勝12敗に終わると翌1981年のドラフト1巡目でUCLAのセイフティ、ケニー・イーズリーを獲得した。1981年シーズン最初の6試合で5敗したが6勝10敗で終えた。スティーブ・ラージェントはレシーブで1224ヤードを獲得、12月6日のニューヨーク・ジェッツ戦でゾーンが負傷したため、先発で初出場したQBデイブ・クレイグが26本中20本のパスを成功させ、27-23で勝利をあげた。
ストライキで短縮された1982年、シーズン開幕から2連敗したところでパテラは解任されてマイク・マコーマックが後任に就任した。チームは4勝5敗でシーズンを終えた。

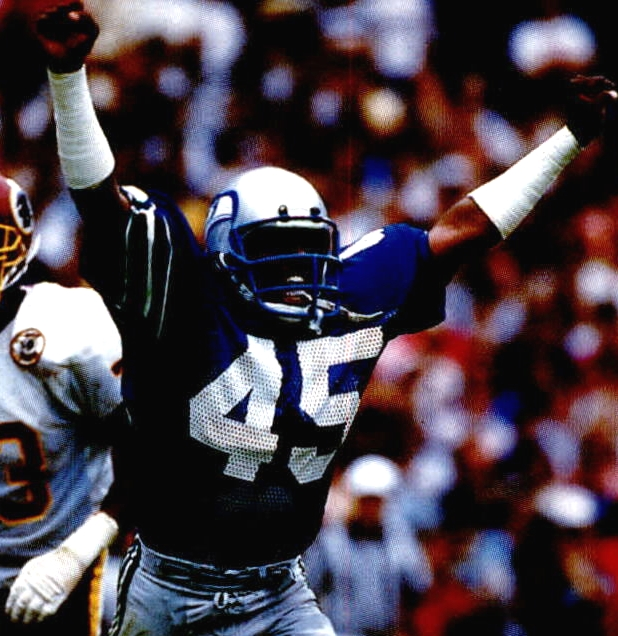
1981年から7年間在籍し、NFLでもトップレベルのディフェンス力を誇ったケニー・イーズリー

1983年開幕前にチャック・ノックスがヘッドコーチに就任した。6勝6敗でプレーオフ争いをしていたチームは残り4試合で3勝をあげ、初のプレーオフ出場を果たした。ワイルドカードプレーオフでルーキーQBのジョン・エルウェイ率いるデンバー・ブロンコスを31-7で破り、マイアミ・オレンジボウルで行われた同じくルーキーQBのダン・マリーノに率いられたマイアミ・ドルフィンズを27-20で破り、AFCチャンピオンシップゲームに進出したが、ロサンゼルス・レイダースに14-30と敗れスーパーボウル進出はならなかった。この年、RBカート・ワーナーが、1449ヤードを走り14タッチダウンをあげてAFCルーキー・オブ・ザ・イヤーに、ノックスはAFCコーチ・オブ・ザ・イヤーに選ばれた。
1984年、クリーブランド・ブラウンズとの開幕戦で33-0と勝利をおさめたが、ワーナーがシーズン絶望となるひざの負傷をしてしまった。ワーナーを欠いたチームは、"グラウンド・チャック"と呼ばれたオフェンスから、デイブ・クレイグに率いられた"エア・ノックス"と呼ばれるオフェンスにスタイルを変えた。8連勝を含み12勝4敗でシーズンを終えた。第9週のサンディエゴ・チャージャーズとのマンデーナイトフットボールではスティーブ・ラージェントが3TDをあげた。ディフェンスは相手チームを3回完封しており、第10週のカンザスシティ・チーフス戦ではインターセプトリターンでの4タッチダウンをあげるなど45-0で勝利した。シーズン終盤に連敗し地区優勝は逃したが、レイダースに13-7と勝利し、ディビジョナルプレーオフでドルフィンズに10-31で敗れた。ノックスはこの年もコーチ・オブ・ザ・イヤーに選ばれた。
1985年は連勝しては連敗する繰り返しで8勝8敗に終わった。この年クレイグは3602ヤードをパスで獲得した。
1986年は5勝2敗から4連敗したが、その後5連勝で10勝6敗でシーズンを終えた。10勝6敗でその年の第21回スーパーボウルに出場を果たしたデンバー・ブロンコス、ニューヨーク・ジャイアンツに勝利したもののプレーオフ進出を逃した。
1987年、サプルメンタルドラフトの全体1位で1985年、1986年と2年連続ディック・バトカス賞に選ばれたLBブライアン・ボズワースを獲得した。この年チームは9勝6敗でプレーオフに進出、プレーオフ初戦でヒューストン・オイラーズにオーバータイムの末20-23で敗れた。
1988年、チームオーナーのノードストラム家からケン・ベーリングにチームが売却された。11月28日のロサンゼルス・レイダースとのマンデーナイトフットボールでデイブ・クレイグは、MNF記録となる5TDパスを投げた。9勝7敗でAFC西地区初優勝を果たしたがプレーオフ初戦でシンシナティ・ベンガルズに13-21で敗れた。1989年、ベーリングはオークランド・レイダースの元ヘッドコーチ、トム・フローレスを球団社長兼ゼネラルマネージャーに起用した。

### 1990年代から2001年まで
1990年11月11日のカンザスシティ・チーフス戦で、デイブ・クレイグはデリック・トーマス1人に7サックされたが、試合終了直前、8回目のサック寸前にポール・スカンジへのTDパスを決めて、17-16で勝利した。
1991年シーズン、7勝9敗に終わるとノックスヘッドコーチは辞任して、ロサンゼルス・ラムズのヘッドコーチに返り咲いた。トム・フローレスがヘッドコーチも行うことになった。1992年には長年先発QBを務めたデイブ・クレイグに代わり3人のQB（ダン・マグワイア、スタン・ゲルボウ、ケリー・ストーファ）が起用されたがチームワーストの2勝14敗に終わり唯一の明るい材料はDTコーテス・ケネディがディフェンス・プレイヤー・オブ・ザ・イヤーに選ばれたことぐらいであった。
1993年のドラフト1巡目全体2番目でノートルダム大学のQB、リック・マイアーを獲得、彼はジェローム・ベティスと共にオフェンシブ・ルーキー・オブ・ザ・イヤーに選ばれた。しかしマイアーはその後3シーズン精彩を欠き、ベンチを暖めることが多くなり、1996年にシカゴ・ベアーズに放出された。
1994年、キングドームの天井からタイルが落下する事故があったため、プレシーズンゲーム及びホームでの3試合を、ワシントン大学ハスキーズのホームスタジアムであるハスキー・スタジアムを間借りして行なった。チームは6勝10敗に終わり、デビッド・ベーリングはフローレスをすべての役職から解任、マイアミ大学のヘッドコーチ、デニス・エリクソンが新ヘッドコーチとなった。
1996年、オーナー（当時）ケン・ベーリングは、チームをロサンゼルスに移転させ、アナハイム・スタジアムを本拠地としたい意向を公表した。移転するための理由として地震による危険性などがあげられたが、地震学者によってロサンゼルスの方がより危険性が高いことが明かされ、また2005年まではキングドームでプレーする必要があることが弁護士によってわかると、ベーリングはチームの売却を決意、新スタジアムの建設がされることを条件にマイクロソフトの共同創業者であるポール・アレンがチームを購入する意向を示した。
ワシントン州での住民投票の結果、新スタジアムの建設に同意がなされ、チームはアレンに売却された。NBAのポートランド・トレイルブレイザーズ、シアトル・スーパーソニックスでゼネラルマネージャーを務めたことのあるボブ・ウィットシットが球団社長になった。チームはチャド・ブラウン、ウォーレン・ムーン、リッキー・ワターズら大物選手を獲得したが、1997年、1998年と2年連続8勝8敗の勝率5割に終わり、1998年シーズン終了と共にエリクソンコーチは解任された。この期間のニューヨーク・ジェッツ戦における相手QBのビニー・テスタバーディの"ファントムタッチダウン（Phantom Touchdown）"によって31-32でシーホークスが敗れた試合は、NFLによって誤審であったことが認められ、これをきっかけとしてNFLは翌シーズンからインスタントリプレイの再導入を行うことを発表した。
1999年、チームは、グリーンベイ・パッカーズヘッドコーチとしてスーパーボウルを制したことのあるマイク・ホルムグレンを新ヘッドコーチとして迎えた。この年のマンデーナイトフットボールのパッカーズ戦では24-7と勝利した。8勝2敗と好スタートを切ったが、最後の6試合中5試合に敗れ、キングドームでの最後の試合となったワイルドカードプレーオフでマイアミ・ドルフィンズに17-20と敗れた。この試合はダン・マリーノのキャリア唯一のロードでのプレーオフ勝利であった。
2000年と2001年シーズンは、キングドームの跡地に建設される新スタジアムが完成するまでの暫定措置として、1994年に使用したハスキー・スタジアムを本拠地とした。2000年のドラフトでショーン・アレキサンダーを獲得した。チームは6勝10敗に終わった。オフシーズンにホルムグレンはパッカーズの控えQBだったマット・ハッセルベックを獲得し、2001年シーズン先発QBに起用したが5勝7敗となり、前年にボルチモア・レイブンズで第35回スーパーボウル優勝メンバーとなったトレント・ディルファーを先発QBとし、9勝7敗でわずかの差でプレーオフ出場を逃した。

### 2002年から2011年まで（NFCに移籍）
2002年にヒューストン・テキサンズがエクスパンションチームとして加入する際、チームはAFC西地区からNFC西地区に移ることになった。また、このシーズンより、新たにオープンしたシーホークス・スタジアムを使用している。ダラス・カウボーイズはセントルイス・ラムズより西に位置していたがワシントン・レッドスキンズとのライバル争いを考慮してNFC東地区にとどまった。この年のシーズン、ディルファーが第7週に負傷し、その後ハッセルベックが先発した。チームは最後の3試合をすべて勝ったが7勝9敗にとどまった。
2003年シーズンを前にホルムグレンはヘッドコーチに専念することになり、兼任していたゼネラルマネージャー職を放棄する決断をした。ホルムグレンがパッカーズを離れた理由にロン・ウルフGMの影響力があったこともあり、彼にとって厳しい決断であった。チームはホームで8戦全勝し、10勝6敗でプレーオフに出場、ランボー・フィールドで行われたパッカーズ戦ではオーバータイムの末、アル・ハリスのインターセプトタッチダウンで敗れた。
2004年、チームはスポーツ・イラストレイテッドで第39回スーパーボウル出場有力チームとして取り上げられるなど期待された。開幕3連勝で迎えたセントルイス・ラムズ戦で第4Q途中まで27-10とリードしていたがそこから2タッチダウン、1FGで同点とされ、オーバータイムの末敗れた。残り12試合を6勝6敗とした。シーズン最終戦のアトランタ・ファルコンズ戦に勝利して9勝7敗で地区優勝を果たしたがホルムグレンとRBアレクサンダーの間に不和がおこり、シーズン最終戦アレクサンダーはサイドラインにとどめられ、ニューイングランド・ペイトリオッツのカーティス・マーティンに破れ、シーズンリーディングラッシャーの地位を得ることができなかった。クエスト・フィールドで行われた初のプレーオフゲームとなった、この年2敗を喫した同地区ライバルのラムズ戦では20-27と敗れた。

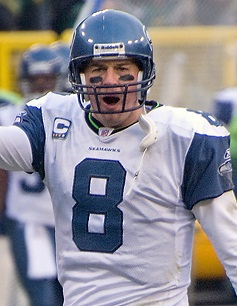
第40回スーパーボウルにも出場したシーホークスの2000年代を代表するQBのマット・ハッセルベック

2005年、NFCトップの13勝3敗の成績を残し、プレーオフのホームアドバンテージを得ると、プレーオフではワシントン・レッドスキンズ、カロライナ・パンサーズを破り、第40回スーパーボウルまで勝ち上がった。翌2006年2月5日にミシガン州デトロイトで行われたスーパーボウルではピッツバーグ・スティーラーズと対戦、オフェンス獲得ヤードでは396ヤード対339ヤードとリードしたが、スティーラーズが3回のビッグプレイをタッチダウンに結びつけた。一方シーホークスは敵陣深く攻め込んだものの、厳しいペナルティのコール、パスミス、インターセプトなどで効果的に得点をあげられず、10-21で敗れた。
2006年、9勝7敗で3年連続の地区優勝を果たした。プレーオフのダラス・カウボーイズ戦では、相手QBのトニー・ロモからパスを受けたテリー・グレンをエンドゾーンでつぶしてセイフティを奪い、その後ハッセルベックの37ヤードのタッチダウンパスで21-20と逆転勝利をおさめた。ディビジョナルプレーオフではシカゴ・ベアーズと対戦しオーバータイムの末、24-27と敗れた。
2007年、10勝6敗で4年連続の地区優勝を果たした。プレーオフではワシントン・レッドスキンズを35-14で破った後、グリーンベイ・パッカーズに20-42で敗れた。
2008年、怪我により成績の低下したショーン・アレキサンダーを解雇、カウボーイズよりジュリアス・ジョーンズ、デトロイト・ライオンズからT・J・ダケットを獲得したが、キッカーのジョシュ・ブラウンをセントルイス・ラムズに奪われた。10シーズン目となったホルムグレンがヘッドコーチを勇退し、ディフェンスバックコーチのジム・L・モーラ（ニューオーリンズ・セインツ、インディアナポリス・コルツのヘッドコーチを務めたジム・E・モーラの息子）が、シーズン終了後にヘッドコーチとなることが発表された。
このシーズンは怪我人が続出し、ディオン・ブランチ、ボビー・イングラムは最初の3試合を欠場、ネイト・バールソンは開幕戦でシーズン絶望の怪我を負った。QBのハッセルベックも背中を痛め9試合を欠場した。シーズン後半にチームは6連敗を喫したが、最後の3試合中2試合に勝利、ホルムグレンヘッドコーチが指揮するクエスト・フィールドでの最後のホームゲームとなったニューヨーク・ジェッツ戦も、13-3と勝利した。最終的にチームは4勝12敗に終わり、1992年以来最悪の成績に終わった。
2009年、ジム・L・モーラがヘッドコーチとなったが、5勝11敗に終わり、2010年USC（南カリフォルニア大学）ヘッドコーチのピート・キャロルが新ヘッドコーチとなった。
2010年シーズンは、7勝9敗でラムズと同率首位ながら、地区内対戦成績のアドバンテージによる地区優勝を決めた。「負け越し」で地区優勝はNFL史上初の出来事であった。ワイルドカードプレーオフではマーショーン・リンチの活躍などでニューオーリンズ・セインツを破ったが、ディビジョナルプレーオフでシカゴ・ベアーズに敗れた。
2011年、マット・ハッセルベックがテネシー・タイタンズへ移籍し、ミネソタ・バイキングスからQBタバリス・ジャクソン、WRシドニー・ライスを獲得した。

### 2012年以降（プレーオフの常連）
2012年、オフシーズンにグリーンベイ・パッカーズの控えQB、マット・フリンを獲得、当初ジャクソンとフリンによる先発QBが期待されていたが、開幕先発QBには、ドラフト3巡で指名されたラッセル・ウィルソンが選ばれた。ワイルドカードでプレーオフ進出を果たしたが、ディビジョナルプレーオフで敗退した。

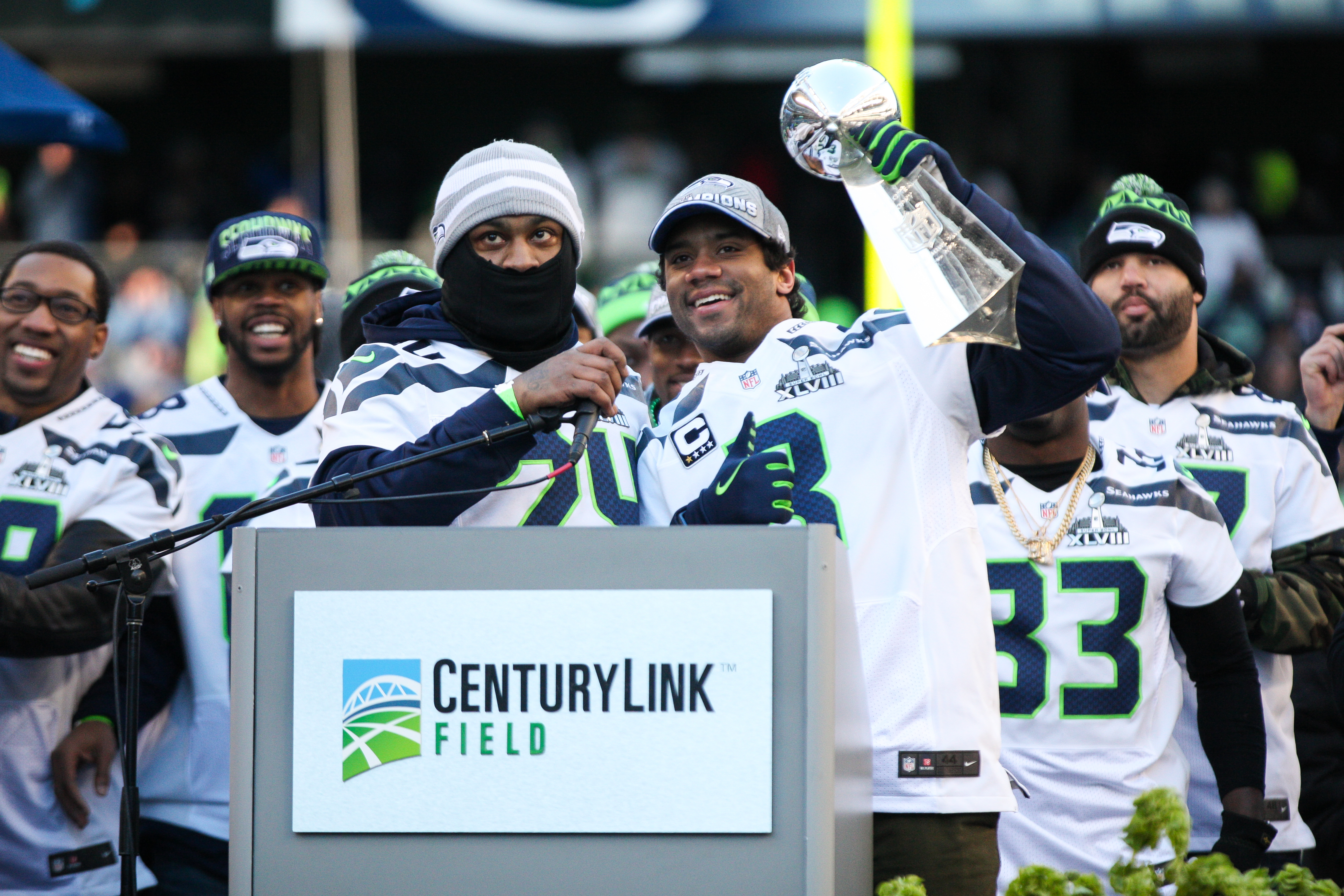
第48回スーパーボウル優勝祝賀会に参加するマーショーン・リンチ（左）とラッセル・ウィルソン（2014年）

2013年は開幕から攻守ともに好調を維持し、ホームのファンも、一時はギネス世界記録に認定されるほどの轟音クラウドノイズを相手攻撃陣に浴びせかけてサポートした。球団記録となる13勝3敗で地区優勝を決めると、プレーオフも勝ち進み、第48回スーパーボウルへの進出を決めた。対戦相手となったデンバー・ブロンコスはレギュラーシーズン13勝3敗でAFC西地区優勝、QBペイトン・マニングは5,477ヤード、55タッチダウンという記録的なシーズンであったが、シーホークスが序盤から優位に試合を進め、43–8という大差で球団史上初のスーパーボウル優勝を果たした。
2014年は序盤に3勝3敗と出遅れたが、マーショーン・リンチ、ラッセル・ウィルソン、リチャード・シャーマン、カム・チャンセラー、アール・トーマスらの活躍でシーズン終盤を6連勝で12勝4敗で地区優勝し、プレーオフのホームフィールドアドバンテージを得て出場。NFCチャンピオンシップゲームでは、グリーンベイ・パッカーズに前半は0-16、第4Q残り4分から2TDをあげて延長に持ち込み、ジャーメイン・カースへのTDパスで逆転勝利を収め、2年連続のスーパーボウル出場を果たした。第49回スーパーボウルではニューイングランド・ペイトリオッツに28-24で敗れ、2年連続優勝はならなかった。
2015年は、リンチやニューオーリンズ・セインツから獲得したTEジミー・グラハムの欠場に見舞われたが、ワイルドカード6位でプレーオフに進出。ディビジョナルプレーオフでカロライナ・パンサーズに敗れた。
2016年は地区優勝でプレーオフに進出したが、ディビジョナルプレーオフでアトランタ・ファルコンズに敗れた。
2017年はプレーオフ進出を逃した。
2018年10月、オーナーのポール・アレンが死去した。ワイルドカードでプレーオフに進出したが初戦で敗れた。
2019年はプレーオフ進出を決めたものの複数のランニングバックを怪我で失い、最終週には引退していたマーショーン・リンチと契約した。この年、レギュラーシーズンは12試合が8点差以内と接戦が多かった。特にシード1位となったサンフランシスコ・フォーティーナイナーズとは二試合とも5点差以内の接戦となり、最終戦でフォーティーナイナーズに敗れて地区優勝は逃したものの、第5シードのワイルドカードでプレーオフに進んだ。プレーオフ初戦では東地区一位のフィラデルフィア・イーグルスを8点差で破ったが、二戦目では第2シードのグリーンベイ・パッカーズに5点差で敗れた。
2020年シーズンは新型コロナウイルス感染症の流行により無観客で全試合を開催した。開幕からフランチャイズベストとなる5連勝を挙げ、2014年のスーパーボウルシーズン以来となる12勝（4敗）で4年ぶりに西地区優勝を飾った。しかし、翌週のプレーオフ初戦のラムズ戦では30-20で敗れた。

### 2021年以降 (ラッセル・ウィルソンのトレード後)
2021年シーズンは開幕前からQBラッセル・ウィルソンのトレードが噂されるも、実現しないままにシーズン開始となった。ウィルソンは第5週のラムズ戦で指を負傷し、以後の3試合を欠場した。ウィルソンの復帰戦となった第10週のパッカーズ戦では、ウィルソン時代で初の完封負けを喫した。最終的に7勝10敗でシーズンを終え、2000年以来初めて地区最下位となった。
2022年3月8日、1位指名権2個、2位指名権2個、5位指名権2個、さらに3選手と引き換えに、ラッセル・ウィルソンと4位指名権1個をデンバー・ブロンコスへトレードすると発表し、同月16日に正式決定した。ウィルソンはNFL史上初の、先発QBとしてスーパーボウルで破ったチームでプレイするQBとなった。
2022年シーズンはウィルソンの後継としてベテランのジーノ・スミスを先発QBに固定した。地区優勝は逃したものの、9勝8敗で第7シードのワイルドカードでプレーオフに進出した。ワイルドカードラウンドでは、レギュラーシーズンで2敗した相手サンフランシスコ・フォーティナイナーズに敗れた。
2023年シーズンは、最終週までプレーオフの可能性を残しながらも逃し、9勝8敗で終えた。2023年1月10日、キャロルはHC職を辞し、チームのアドバイザーとなることが発表された。後任にはボルティモア・レイブンズのDCであったマイク・マクドナルドが就任した。
2024年シーズンは、10勝を挙げながらも地区2位でレギュラーシーズンを終え、プレーオフ進出はならなかった。

## 記録
2010年シーズン、シーホークスはNFC西地区で地区優勝を果たしたが、これは「NFL史上初となる負け越しでのプレーオフ進出」となった（7勝9敗、勝率.438）。これは同地区の全チームが負け越した結果による。プレーオフでは、初戦（2011年1月8日）のワイルドカードラウンドでは、前年のスーパーボウル王者のニューオーリンズ・セインツ（シーズン11勝5敗）に41-36で勝利し、「負け越しでプレーオフに進出したチームの初のプレーオフ勝利」も達成した。しかし、次戦（1月16日）のNFC北地区優勝チームのシカゴ・ベアーズ（シーズン11勝5敗）には24-35で敗れた。

## 2025年シーズン
|      | AFC            | AFC        | AFC            | AFC            | NFC          | NFC            | NFC          | NFC          |
| 前年 | 西地区         | 南地区     | 北地区         | 東地区         | 西地区       | 南地区         | 北地区       | 東地区       |
| ---- | -------------- | ---------- | -------------- | -------------- | ------------ | -------------- | ------------ | ------------ |
| 1位  | チーフス       | テキサンズ | レイブンズ     | ビルズ         | ラムズ       | バッカニアーズ | ライオンズ   | イーグルス   |
| 2位  | チャージャーズ | コルツ     | スティーラーズ | ドルフィンズ   | シーホークス | ファルコンズ   | バイキングス | コマンダース |
| 3位  | ブロンコス     | ジャガーズ | ベンガルズ     | ジェッツ       | カージナルス | パンサーズ     | パッカーズ   | カウボーイズ |
| 4位  | レイダース     | タイタンズ | ブラウンズ     | ペイトリオッツ | 49ers        | セインツ       | ベアーズ     | ジャイアンツ |

 ：1度対戦　 ：2度対戦
| 年   | 成績               | NFC  | 地区 | 勝 | 敗 | 分 | 率   | Div   | Con   | 平均得点 | 平均失点 |
| ---- | ------------------ | ---- | ---- | -- | -- | -- | ---- | ----- | ----- | -------- | -------- |
| 2025 |                    |      |      | 0  | 0  | 0  | –    | -     | -     |          |          |
| 2024 | レギュラー敗退     | 8位  | 2位  | 10 | 7  | 0  | .588 | 4-2   | 6-6   | 22.1     | 21.6     |
| 2023 | レギュラー敗退     | 8位  | 3位  | 9  | 8  | 0  | .529 | 2–4   | 7–5   | 21.4     | 23.6     |
| 2022 | ワイルドカード敗退 | 7位  | 2位  | 9  | 8  | 0  | .529 | 4–2   | 6–6   | 23.9     | 23.6     |
| 2021 | レギュラー敗退     | 11位 | 4位  | 7  | 10 | 0  | .412 | 3–3   | 4–8   | 23.2     | 21.5     |
| 2020 | ワイルドカード敗退 | 3位  | 優勝 | 12 | 4  | 0  | .750 | 4–2   | 9–3   | 28.7     | 23.2     |
| 2019 | ディビジョナル敗退 | 5位  | 2位  | 11 | 5  | 0  | .688 | 3–3   | 8–4   | 25.3     | 24.9     |
| 2018 | ワイルドカード敗退 | 5位  | 2位  | 10 | 6  | 0  | .625 | 3-3   | 8-4   | 26.8     | 21.7     |
| 2017 | レギュラー敗退     | 8位  | 2位  | 9  | 7  | 0  | .563 | 4-2   | 7-5   | 22.9     | 20.8     |
| 2016 | ディビジョナル敗退 | 3位  | 優勝 | 10 | 5  | 1  | .656 | 3-2-1 | 6-5-1 | 22.1     | 18.3     |
| 2015 | ディビジョナル敗退 | 6位  | 2位  | 10 | 6  | 0  | .625 | 3-3   | 7-5   | 25.8     | 17.3     |
| 2014 | NFC優勝/SB敗戦     | 1位  | 優勝 | 12 | 4  | 0  | .750 | 5-1   | 10-2  | 24.6     | 15.9     |
| 2013 | スーパーボウル制覇 | 1位  | 優勝 | 13 | 3  | 0  | .813 | 4-2   | 10-2  | 26.1     | 14.4     |
| 2012 | ディビジョナル敗退 | 5位  | 2位  | 11 | 5  | 0  | .688 | 3-3   | 8-4   | 25.8     | 15.3     |
| 2011 | レギュラー敗退     | 11位 | 3位  | 7  | 9  | 0  | .438 | 3-3   | 6-6   | 20.1     | 19.7     |
| 2010 | ディビジョナル敗退 | 4位  | 優勝 | 7  | 9  | 0  | .438 | 4-2   | 6-6   | 19.4     | 25.4     |
| 2009 | レギュラー敗退     | 12位 | 3位  | 5  | 11 | 0  | .313 | 3-3   | 4-8   | 17.5     | 24.4     |
| 2008 | レギュラー敗退     | 14位 | 3位  | 4  | 12 | 0  | .250 | 3-3   | 3-9   | 18.4     | 24.5     |
| 2007 | ディビジョナル敗退 | 3位  | 優勝 | 10 | 6  | 0  | .625 | 5-1   | 8-4   | 24.6     | 18.2     |
| 2006 | ディビジョナル敗退 | 4位  | 優勝 | 9  | 7  | 0  | .563 | 3-3   | 7-5   | 20.9     | 21.3     |
| 2005 | NFC優勝/SB敗戦     | 1位  | 優勝 | 13 | 3  | 0  | .813 | 6-0   | 10-2  | 28.3     | 16.9     |

### 2024年シーズン成績
| (4)ロサンゼルス・ラムズ | 10 | 7  | 0 | .588 | 4-2 | 6-6 | 367 | 386 | 21.6 | 22.7 | .505 | .441 |
| シアトル・シーホークス  | 10 | 7  | 0 | .588 | 4-2 | 6-6 | 375 | 368 | 22.1 | 21.6 | .498 | .424 |
| アリゾナ・カージナルス  | 8  | 9  | 0 | .471 | 3-3 | 4-8 | 400 | 379 | 23.5 | 22.3 | .536 | .404 |
| サンフランシスコ・49ers | 6  | 11 | 0 | .353 | 1-5 | 4-8 | 383 | 436 | 22.5 | 25.6 | .564 | .402 |

| NFC 2024       | NFC 2024                     | NFC 2024 | NFC 2024 | NFC 2024 | NFC 2024 | NFC 2024 | NFC 2024 | NFC 2024 | NFC 2024 | NFC 2024 |
| 順 位          | チーム                       | 地 区    | 勝       | 敗       | 分       | 勝率     | DIV      | CON      | SOS      | SOV      |
| 地区優勝       | 地区優勝                     | 地区優勝 | 地区優勝 | 地区優勝 | 地区優勝 | 地区優勝 | 地区優勝 | 地区優勝 | 地区優勝 | 地区優勝 |
| -------------- | ---------------------------- | -------- | -------- | -------- | -------- | -------- | -------- | -------- | -------- | -------- |
| 1              | デトロイト・ライオンズ       | 北       | 15       | 2        | 0        | .882     | 6-0      | 11-1     | .516     | .494     |
| 2              | フィラデルフィア・イーグルス | 東       | 14       | 3        | 0        | .824     | 5-1      | 9-3      | .453     | .424     |
| 3              | タンパベイ・バッカニアーズ   | 南       | 10       | 7        | 0        | .588     | 4-2      | 8-4      | .502     | .465     |
| 4              | ロサンゼルス・ラムズ         | 西       | 10       | 7        | 0        | .588     | 4-2      | 6-6      | .505     | .441     |
| ワイルドカード |                              |          |          |          |          |          |          |          |          |          |
| 5              | ミネソタ・バイキングス       | 北       | 14       | 3        | 0        | .824     | 4-2      | 9-3      | .474     | .408     |
| 6              | ワシントン・コマンダース     | 東       | 12       | 5        | 0        | .706     | 4-2      | 9-3      | .436     | .358     |
| 7              | グリーンベイ・パッカーズ     | 北       | 11       | 6        | 0        | .647     | 1-5      | 6-6      | .533     | .412     |
|                |                              |          |          |          |          |          |          |          |          |          |
| 8              | シアトル・シーホークス       | 西       | 10       | 7        | 0        | .588     | 4-2      | 6-6      | .498     | .424     |
| 9              | アトランタ・ファルコンズ     | 南       | 8        | 9        | 0        | .471     | 4-2      | 7-5      | .519     | .426     |
| 10             | アリゾナ・カージナルス       | 西       | 8        | 9        | 0        | .471     | 3-3      | 4-8      | .536     | .404     |
| 11             | ダラス・カウボーイズ         | 東       | 7        | 10       | 0        | .412     | 3-3      | 5-7      | .522     | .387     |
| 12             | サンフランシスコ・49ers      | 西       | 6        | 11       | 0        | .353     | 1-5      | 4-8      | .564     | .402     |
| 13             | シカゴ・ベアーズ             | 北       | 5        | 12       | 0        | .294     | 1-5      | 3-9      | .554     | .388     |
| 14             | カロライナ・パンサーズ       | 南       | 5        | 12       | 0        | .294     | 2-4      | 4-8      | .498     | .329     |
| 15             | ニューオーリンズ・セインツ   | 南       | 5        | 12       | 0        | .294     | 2-4      | 4-8      | .505     | .306     |
| 16             | ニューヨーク・ジャイアンツ   | 東       | 3        | 14       | 0        | .176     | 0-6      | 1-11     | .554     | .412     |
| タイブレーク   |                              |          |          |          |          |          |          |          |          |          |
| 1. 2. 3. 4. 5. |                              |          |          |          |          |          |          |          |          |          |

|  |                                                      |                                                      |                                                      |                                                |                                  |                                  |                                  |                                |          |    |                                  |                                  |                                  |  |  |                                   |                                   |                                   |
|  | ワイルドカード・プレーオフ                           | ワイルドカード・プレーオフ                           | ワイルドカード・プレーオフ                           |                                                |                                  | ディビジョナル・プレーオフ       | ディビジョナル・プレーオフ       | ディビジョナル・プレーオフ     |          |    |                                  |                                  |                                  |  |  |                                   |                                   |                                   |
|  | 2025年1月11日 M&Tバンク・スタジアム                  | 2025年1月11日 M&Tバンク・スタジアム                  | 2025年1月11日 M&Tバンク・スタジアム                  |                                                |                                  | 1月19日 ハイマーク・スタジアム   | 1月19日 ハイマーク・スタジアム   | 1月19日 ハイマーク・スタジアム |          |    | 1月26日 アローヘッド・スタジアム | 1月26日 アローヘッド・スタジアム | 1月26日 アローヘッド・スタジアム |  |  | 2月9日 シーザーズ・スーパードーム | 2月9日 シーザーズ・スーパードーム | 2月9日 シーザーズ・スーパードーム |
|  | 6                                                    | スティーラーズ                                       | 14                                                   |                                                |                                  | 1月19日 ハイマーク・スタジアム   | 1月19日 ハイマーク・スタジアム   | 1月19日 ハイマーク・スタジアム |          |    | 1月26日 アローヘッド・スタジアム | 1月26日 アローヘッド・スタジアム | 1月26日 アローヘッド・スタジアム |  |  | 2月9日 シーザーズ・スーパードーム | 2月9日 シーザーズ・スーパードーム | 2月9日 シーザーズ・スーパードーム |
|  | 6                                                    | スティーラーズ                                       | 14                                                   |                                                |                                  | 1月19日 ハイマーク・スタジアム   | 1月19日 ハイマーク・スタジアム   | 1月19日 ハイマーク・スタジアム |          |    | 1月26日 アローヘッド・スタジアム | 1月26日 アローヘッド・スタジアム | 1月26日 アローヘッド・スタジアム |  |  | 2月9日 シーザーズ・スーパードーム | 2月9日 シーザーズ・スーパードーム | 2月9日 シーザーズ・スーパードーム |
|  | 3                                                    | レイブンズ                                           | 28                                                   |                                                |                                  | 1月19日 ハイマーク・スタジアム   | 1月19日 ハイマーク・スタジアム   | 1月19日 ハイマーク・スタジアム |          |    | 1月26日 アローヘッド・スタジアム | 1月26日 アローヘッド・スタジアム | 1月26日 アローヘッド・スタジアム |  |  | 2月9日 シーザーズ・スーパードーム | 2月9日 シーザーズ・スーパードーム | 2月9日 シーザーズ・スーパードーム |
|  | 3                                                    | レイブンズ                                           | 28                                                   |                                                |                                  | 1月19日 ハイマーク・スタジアム   | 1月19日 ハイマーク・スタジアム   | 1月19日 ハイマーク・スタジアム |          |    | 1月26日 アローヘッド・スタジアム | 1月26日 アローヘッド・スタジアム | 1月26日 アローヘッド・スタジアム |  |  | 2月9日 シーザーズ・スーパードーム | 2月9日 シーザーズ・スーパードーム | 2月9日 シーザーズ・スーパードーム |
|  | 2025年1月12日 ハイマーク・スタジアム                 | 2025年1月12日 ハイマーク・スタジアム                 | 2025年1月12日 ハイマーク・スタジアム                 | 3                                              | レイブンズ                       | 25                               |                                  |                                |          |    | 1月26日 アローヘッド・スタジアム | 1月26日 アローヘッド・スタジアム | 1月26日 アローヘッド・スタジアム |  |  | 2月9日 シーザーズ・スーパードーム | 2月9日 シーザーズ・スーパードーム | 2月9日 シーザーズ・スーパードーム |
|  | 2025年1月12日 ハイマーク・スタジアム                 | 2025年1月12日 ハイマーク・スタジアム                 | 2025年1月12日 ハイマーク・スタジアム                 | 3                                              | レイブンズ                       | 25                               |                                  |                                |          |    | 1月26日 アローヘッド・スタジアム | 1月26日 アローヘッド・スタジアム | 1月26日 アローヘッド・スタジアム |  |  | 2月9日 シーザーズ・スーパードーム | 2月9日 シーザーズ・スーパードーム | 2月9日 シーザーズ・スーパードーム |
|  | 2025年1月12日 ハイマーク・スタジアム                 | 2025年1月12日 ハイマーク・スタジアム                 | 2025年1月12日 ハイマーク・スタジアム                 |                                                | 2                                | ビルズ                           | 27                               |                                |          |    | 1月26日 アローヘッド・スタジアム | 1月26日 アローヘッド・スタジアム | 1月26日 アローヘッド・スタジアム |  |  | 2月9日 シーザーズ・スーパードーム | 2月9日 シーザーズ・スーパードーム | 2月9日 シーザーズ・スーパードーム |
|  | 2025年1月12日 ハイマーク・スタジアム                 | 2025年1月12日 ハイマーク・スタジアム                 | 2025年1月12日 ハイマーク・スタジアム                 |                                                | 2                                | ビルズ                           | 27                               |                                |          |    | 1月26日 アローヘッド・スタジアム | 1月26日 アローヘッド・スタジアム | 1月26日 アローヘッド・スタジアム |  |  | 2月9日 シーザーズ・スーパードーム | 2月9日 シーザーズ・スーパードーム | 2月9日 シーザーズ・スーパードーム |
|  | 7                                                    | ブロンコス                                           | 7                                                    | AFC                                            | AFC                              | AFC                              |                                  |                                |          |    | 1月26日 アローヘッド・スタジアム | 1月26日 アローヘッド・スタジアム | 1月26日 アローヘッド・スタジアム |  |  | 2月9日 シーザーズ・スーパードーム | 2月9日 シーザーズ・スーパードーム | 2月9日 シーザーズ・スーパードーム |
|  | 7                                                    | ブロンコス                                           | 7                                                    | AFC                                            | AFC                              | AFC                              |                                  |                                |          |    | 1月26日 アローヘッド・スタジアム | 1月26日 アローヘッド・スタジアム | 1月26日 アローヘッド・スタジアム |  |  | 2月9日 シーザーズ・スーパードーム | 2月9日 シーザーズ・スーパードーム | 2月9日 シーザーズ・スーパードーム |
|  | 2                                                    | ビルズ                                               | 31                                                   |                                                | 1月18日 アローヘッド・スタジアム | 1月18日 アローヘッド・スタジアム | 1月18日 アローヘッド・スタジアム |                                |          |    | 1月26日 アローヘッド・スタジアム | 1月26日 アローヘッド・スタジアム | 1月26日 アローヘッド・スタジアム |  |  | 2月9日 シーザーズ・スーパードーム | 2月9日 シーザーズ・スーパードーム | 2月9日 シーザーズ・スーパードーム |
|  | 2                                                    | ビルズ                                               | 31                                                   |                                                | 1月18日 アローヘッド・スタジアム | 1月18日 アローヘッド・スタジアム | 1月18日 アローヘッド・スタジアム |                                |          |    | 1月26日 アローヘッド・スタジアム | 1月26日 アローヘッド・スタジアム | 1月26日 アローヘッド・スタジアム |  |  | 2月9日 シーザーズ・スーパードーム | 2月9日 シーザーズ・スーパードーム | 2月9日 シーザーズ・スーパードーム |
|  | 2025年1月11日 NRGスタジアム                          | 2025年1月11日 NRGスタジアム                          | 2025年1月11日 NRGスタジアム                          | 2                                              | 1月18日 アローヘッド・スタジアム | 1月18日 アローヘッド・スタジアム | 1月18日 アローヘッド・スタジアム | ビルズ                         | 29       |    |                                  |                                  |                                  |  |  | 2月9日 シーザーズ・スーパードーム | 2月9日 シーザーズ・スーパードーム | 2月9日 シーザーズ・スーパードーム |
|  | 2025年1月11日 NRGスタジアム                          | 2025年1月11日 NRGスタジアム                          | 2025年1月11日 NRGスタジアム                          | 2                                              | 1月18日 アローヘッド・スタジアム | 1月18日 アローヘッド・スタジアム | 1月18日 アローヘッド・スタジアム | ビルズ                         | 29       |    |                                  |                                  |                                  |  |  | 2月9日 シーザーズ・スーパードーム | 2月9日 シーザーズ・スーパードーム | 2月9日 シーザーズ・スーパードーム |
|  | 2025年1月11日 NRGスタジアム                          | 2025年1月11日 NRGスタジアム                          | 2025年1月11日 NRGスタジアム                          |                                                | 1月18日 アローヘッド・スタジアム | 1月18日 アローヘッド・スタジアム | 1月18日 アローヘッド・スタジアム | 1                              | チーフス | 32 |                                  |                                  |                                  |  |  | 2月9日 シーザーズ・スーパードーム | 2月9日 シーザーズ・スーパードーム | 2月9日 シーザーズ・スーパードーム |
|  | 2025年1月11日 NRGスタジアム                          | 2025年1月11日 NRGスタジアム                          | 2025年1月11日 NRGスタジアム                          |                                                | 1月18日 アローヘッド・スタジアム | 1月18日 アローヘッド・スタジアム | 1月18日 アローヘッド・スタジアム | 1                              | チーフス | 32 |                                  |                                  |                                  |  |  | 2月9日 シーザーズ・スーパードーム | 2月9日 シーザーズ・スーパードーム | 2月9日 シーザーズ・スーパードーム |
|  | 2025年1月11日 NRGスタジアム                          | 2025年1月11日 NRGスタジアム                          | 2025年1月11日 NRGスタジアム                          | AFCチャンピオンシップ                          | 1月18日 アローヘッド・スタジアム | 1月18日 アローヘッド・スタジアム | 1月18日 アローヘッド・スタジアム |                                |          |    |                                  |                                  |                                  |  |  | 2月9日 シーザーズ・スーパードーム | 2月9日 シーザーズ・スーパードーム | 2月9日 シーザーズ・スーパードーム |
|  | 2025年1月11日 NRGスタジアム                          | 2025年1月11日 NRGスタジアム                          | 2025年1月11日 NRGスタジアム                          |                                                | 1月18日 アローヘッド・スタジアム | 1月18日 アローヘッド・スタジアム | 1月18日 アローヘッド・スタジアム |                                |          |    |                                  |                                  |                                  |  |  | 2月9日 シーザーズ・スーパードーム | 2月9日 シーザーズ・スーパードーム | 2月9日 シーザーズ・スーパードーム |
|  | 2025年1月11日 NRGスタジアム                          | 2025年1月11日 NRGスタジアム                          | 2025年1月11日 NRGスタジアム                          | 1月26日 リンカーン・フィナンシャル・フィールド | 1月18日 アローヘッド・スタジアム | 1月18日 アローヘッド・スタジアム | 1月18日 アローヘッド・スタジアム |                                |          |    |                                  |                                  |                                  |  |  | 2月9日 シーザーズ・スーパードーム | 2月9日 シーザーズ・スーパードーム | 2月9日 シーザーズ・スーパードーム |
|  | 5                                                    | チャージャーズ                                       | 12                                                   |                                                | 1月18日 アローヘッド・スタジアム | 1月18日 アローヘッド・スタジアム | 1月18日 アローヘッド・スタジアム |                                |          |    |                                  |                                  |                                  |  |  | 2月9日 シーザーズ・スーパードーム | 2月9日 シーザーズ・スーパードーム | 2月9日 シーザーズ・スーパードーム |
|  | 5                                                    | チャージャーズ                                       | 12                                                   | 4                                              | テキサンズ                       | 14                               |                                  |                                |          |    |                                  |                                  |                                  |  |  | 2月9日 シーザーズ・スーパードーム | 2月9日 シーザーズ・スーパードーム | 2月9日 シーザーズ・スーパードーム |
|  | 4                                                    | テキサンズ                                           | 32                                                   | 4                                              | テキサンズ                       | 14                               |                                  |                                |          |    |                                  |                                  |                                  |  |  | 2月9日 シーザーズ・スーパードーム | 2月9日 シーザーズ・スーパードーム | 2月9日 シーザーズ・スーパードーム |
|  | 4                                                    | テキサンズ                                           | 32                                                   | 1                                              | チーフス                         | 23                               |                                  |                                |          |    |                                  |                                  |                                  |  |  | 2月9日 シーザーズ・スーパードーム | 2月9日 シーザーズ・スーパードーム | 2月9日 シーザーズ・スーパードーム |
|  | 2025年1月12日 レイモンド・ジェームス・スタジアム     |                                                      |                                                      | 1                                              | チーフス                         | 23                               |                                  |                                |          |    |                                  |                                  |                                  |  |  | 2月9日 シーザーズ・スーパードーム | 2月9日 シーザーズ・スーパードーム | 2月9日 シーザーズ・スーパードーム |
|  | 1月18日 フォード・フィールド                         |                                                      |                                                      |                                                |                                  |                                  |                                  |                                |          |    |                                  |                                  |                                  |  |  | 2月9日 シーザーズ・スーパードーム | 2月9日 シーザーズ・スーパードーム | 2月9日 シーザーズ・スーパードーム |
|  |                                                      |                                                      |                                                      |                                                |                                  |                                  |                                  |                                |          |    |                                  |                                  |                                  |  |  | 2月9日 シーザーズ・スーパードーム | 2月9日 シーザーズ・スーパードーム | 2月9日 シーザーズ・スーパードーム |
|  |                                                      |                                                      |                                                      |                                                |                                  |                                  |                                  |                                |          |    |                                  |                                  |                                  |  |  | 2月9日 シーザーズ・スーパードーム | 2月9日 シーザーズ・スーパードーム | 2月9日 シーザーズ・スーパードーム |
|  |                                                      |                                                      |                                                      |                                                |                                  |                                  |                                  |                                |          |    |                                  |                                  |                                  |  |  | 2月9日 シーザーズ・スーパードーム | 2月9日 シーザーズ・スーパードーム | 2月9日 シーザーズ・スーパードーム |
|  | A1                                                   | チーフス                                             | 22                                                   |                                                |                                  |                                  |                                  |                                |          |    |                                  |                                  |                                  |  |  |                                   |                                   |                                   |
|  | A1                                                   | チーフス                                             | 22                                                   |                                                |                                  |                                  |                                  |                                |          |    |                                  |                                  |                                  |  |  |                                   |                                   |                                   |
|  |                                                      | N2                                                   | イーグルス                                           | 40                                             |                                  |                                  |                                  |                                |          |    |                                  |                                  |                                  |  |  |                                   |                                   |                                   |
|  |                                                      | N2                                                   | イーグルス                                           | 40                                             |                                  |                                  |                                  |                                |          |    |                                  |                                  |                                  |  |  |                                   |                                   |                                   |
|  | 第59回スーパーボウル                                 |                                                      |                                                      |                                                |                                  |                                  |                                  |                                |          |    |                                  |                                  |                                  |  |  |                                   |                                   |                                   |
|  |                                                      |                                                      |                                                      |                                                |                                  |                                  |                                  |                                |          |    |                                  |                                  |                                  |  |  |                                   |                                   |                                   |
|  |                                                      |                                                      |                                                      |                                                |                                  |                                  |                                  |                                |          |    |                                  |                                  |                                  |  |  |                                   |                                   |                                   |
|  | 6                                                    | コマンダース                                         | 23                                                   |                                                |                                  |                                  |                                  |                                |          |    |                                  |                                  |                                  |  |  |                                   |                                   |                                   |
|  | 6                                                    | コマンダース                                         | 23                                                   | 6                                              | コマンダース                     | 45                               |                                  |                                |          |    |                                  |                                  |                                  |  |  |                                   |                                   |                                   |
|  | 3                                                    | バッカニアーズ                                       | 20                                                   | 6                                              | コマンダース                     | 45                               |                                  |                                |          |    |                                  |                                  |                                  |  |  |                                   |                                   |                                   |
|  | 3                                                    | バッカニアーズ                                       | 20                                                   | 1                                              | ライオンズ                       | 31                               |                                  |                                |          |    |                                  |                                  |                                  |  |  |                                   |                                   |                                   |
|  | 2025年1月13日 ステートファーム・スタジアム           |                                                      |                                                      | 1                                              | ライオンズ                       | 31                               |                                  |                                |          |    |                                  |                                  |                                  |  |  |                                   |                                   |                                   |
|  | NFC                                                  |                                                      |                                                      |                                                |                                  |                                  |                                  |                                |          |    |                                  |                                  |                                  |  |  |                                   |                                   |                                   |
|  |                                                      |                                                      |                                                      |                                                |                                  |                                  |                                  |                                |          |    |                                  |                                  |                                  |  |  |                                   |                                   |                                   |
|  | 1月19日 リンカーン・フィナンシャル・フィールド       |                                                      |                                                      |                                                |                                  |                                  |                                  |                                |          |    |                                  |                                  |                                  |  |  |                                   |                                   |                                   |
|  |                                                      |                                                      |                                                      |                                                |                                  |                                  |                                  |                                |          |    |                                  |                                  |                                  |  |  |                                   |                                   |                                   |
|  | 6                                                    | コマンダース                                         | 23                                                   |                                                |                                  |                                  |                                  |                                |          |    |                                  |                                  |                                  |  |  |                                   |                                   |                                   |
|  | 6                                                    | コマンダース                                         | 23                                                   |                                                |                                  |                                  |                                  |                                |          |    |                                  |                                  |                                  |  |  |                                   |                                   |                                   |
|  |                                                      | 2                                                    | イーグルス                                           | 55                                             |                                  |                                  |                                  |                                |          |    |                                  |                                  |                                  |  |  |                                   |                                   |                                   |
|  |                                                      | 2                                                    | イーグルス                                           | 55                                             |                                  |                                  |                                  |                                |          |    |                                  |                                  |                                  |  |  |                                   |                                   |                                   |
|  | 5                                                    | バイキングス                                         | 9                                                    | NFCチャンピオンシップ                          | NFCチャンピオンシップ            | NFCチャンピオンシップ            |                                  |                                |          |    |                                  |                                  |                                  |  |  |                                   |                                   |                                   |
|  | 5                                                    | バイキングス                                         | 9                                                    | NFCチャンピオンシップ                          | NFCチャンピオンシップ            | NFCチャンピオンシップ            |                                  |                                |          |    |                                  |                                  |                                  |  |  |                                   |                                   |                                   |
|  | 4                                                    | ラムズ                                               | 27                                                   |                                                |                                  |                                  |                                  |                                |          |    |                                  |                                  |                                  |  |  |                                   |                                   |                                   |
|  | 4                                                    | ラムズ                                               | 27                                                   |                                                |                                  |                                  |                                  |                                |          |    |                                  |                                  |                                  |  |  |                                   |                                   |                                   |
|  | 2025年1月12日 リンカーン・フィナンシャル・フィールド | 2025年1月12日 リンカーン・フィナンシャル・フィールド | 2025年1月12日 リンカーン・フィナンシャル・フィールド | 4                                              | ラムズ                           | 22                               |                                  |                                |          |    |                                  |                                  |                                  |  |  |                                   |                                   |                                   |
|  | 2025年1月12日 リンカーン・フィナンシャル・フィールド | 2025年1月12日 リンカーン・フィナンシャル・フィールド | 2025年1月12日 リンカーン・フィナンシャル・フィールド | 4                                              | ラムズ                           | 22                               |                                  |                                |          |    |                                  |                                  |                                  |  |  |                                   |                                   |                                   |
|  | 2025年1月12日 リンカーン・フィナンシャル・フィールド | 2025年1月12日 リンカーン・フィナンシャル・フィールド | 2025年1月12日 リンカーン・フィナンシャル・フィールド |                                                | 2                                | イーグルス                       | 28                               |                                |          |    |                                  |                                  |                                  |  |  |                                   |                                   |                                   |
|  | 2025年1月12日 リンカーン・フィナンシャル・フィールド | 2025年1月12日 リンカーン・フィナンシャル・フィールド | 2025年1月12日 リンカーン・フィナンシャル・フィールド |                                                | 2                                | イーグルス                       | 28                               |                                |          |    |                                  |                                  |                                  |  |  |                                   |                                   |                                   |
|  | 7                                                    | パッカーズ                                           | 10                                                   |                                                |                                  |                                  |                                  |                                |          |    |                                  |                                  |                                  |  |  |                                   |                                   |                                   |
|  | 7                                                    | パッカーズ                                           | 10                                                   |                                                |                                  |                                  |                                  |                                |          |    |                                  |                                  |                                  |  |  |                                   |                                   |                                   |
|  | 2                                                    | イーグルス                                           | 22                                                   |                                                |                                  |                                  |                                  |                                |          |    |                                  |                                  |                                  |  |  |                                   |                                   |                                   |
|  | 2                                                    | イーグルス                                           | 22                                                   |                                                |                                  |                                  |                                  |                                |          |    |                                  |                                  |                                  |  |  |                                   |                                   |                                   |

## 成績

### NFC西地区（2002年-現在）
- SF：サンフランシスコ・49ERS、ARI：アリゾナ・カージナルス、StL→LA→LAR：セントルイス・ラムズ→ロサンゼルス・ラムズ、SEA：シアトル・シーホークス
- 数字：シード順
- v：スーパーボウル優勝
- s：スーパーボウル敗退
- c：カンファレンス決勝敗退
- d：ディビジョナルプレーオフ敗退
- w：ワイルドカードプレーオフ敗退
- 年表示の背景色が変わっている年はチームがスーパーボウルを制覇した年

| 年   | 地区優勝 | 地区優勝 | 地区優勝 | 地区優勝 | 2位     | 2位 | 2位 | 2位 | 3位    | 3位 | 3位 | 3位 | 4位    | 4位 | 4位 | 4位 |
| 年   | チーム   | 勝       | 負       | 分       | チーム  | 勝  | 負  | 分  | チーム | 勝  | 負  | 分  | チーム | 勝  | 負  | 分  |
| ---- | -------- | -------- | -------- | -------- | ------- | --- | --- | --- | ------ | --- | --- | --- | ------ | --- | --- | --- |
| 2024 | LAR(4d)  | 10       | 7        | 0        | SEA     | 10  | 7   | 0   | ARI    | 8   | 9   | 0   | SF     | 6   | 11  | 0   |
| 2023 | SF (1s)  | 12       | 5        | 0        | LAR(6w) | 10  | 7   | 0   | SEA    | 9   | 8   | 0   | ARI    | 4   | 13  | 0   |
| 2022 | SF (2c)  | 13       | 4        | 0        | SEA(7w) | 9   | 8   | 0   | LAR    | 5   | 12  | 0   | ARI    | 4   | 13  | 0   |
| 2021 | LAR(4v)  | 12       | 5        | 0        | ARI(5w) | 11  | 6   | 0   | SF(6c) | 10  | 7   | 0   | SEA    | 7   | 10  | 0   |
| 2020 | SEA(3w)  | 12       | 4        | 0        | LAR(6d) | 10  | 6   | 0   | ARI    | 8   | 8   | 0   | SF     | 6   | 10  | 0   |
| 2019 | SF (1s)  | 13       | 3        | 0        | SEA(5d) | 11  | 5   | 0   | LAR    | 9   | 7   | 0   | ARI    | 5   | 10  | 1   |
| 2018 | LAR(2s)  | 13       | 3        | 0        | SEA(5w) | 10  | 6   | 0   | SF     | 4   | 12  | 0   | ARI    | 3   | 13  | 0   |
| 2017 | LAR(3w)  | 11       | 5        | 0        | SEA     | 9   | 7   | 0   | ARI    | 8   | 8   | 0   | SF     | 6   | 10  | 0   |
| 2016 | SEA(3d)  | 10       | 5        | 1        | ARI     | 7   | 8   | 1   | LA     | 4   | 12  | 0   | SF     | 2   | 14  | 0   |
| 2015 | ARI(2c)  | 13       | 3        | 0        | SEA(6d) | 10  | 6   | 0   | StL    | 7   | 9   | 0   | SF     | 5   | 11  | 0   |
| 2014 | SEA(1s)  | 12       | 4        | 0        | ARI(5w) | 11  | 5   | 0   | SF     | 8   | 8   | 0   | StL    | 6   | 10  | 0   |
| 2013 | SEA(1v)  | 13       | 3        | 0        | SF(5c)  | 12  | 4   | 0   | ARI    | 10  | 6   | 0   | StL    | 7   | 9   | 0   |
| 2012 | SF (2s)  | 11       | 4        | 1        | SEA(5d) | 11  | 5   | 0   | StL    | 7   | 8   | 1   | ARI    | 5   | 11  | 0   |
| 2011 | SF (2c)  | 13       | 3        | 0        | ARI     | 8   | 8   | 0   | SEA    | 7   | 9   | 0   | StL    | 2   | 14  | 0   |
| 2010 | SEA(4d)  | 7        | 9        | 0        | StL     | 7   | 9   | 0   | SF     | 6   | 10  | 0   | ARI    | 5   | 11  | 0   |
| 2009 | ARI(4d)  | 10       | 6        | 0        | SF      | 8   | 8   | 0   | SEA    | 5   | 11  | 0   | StL    | 1   | 15  | 0   |
| 2008 | ARI(4s)  | 9        | 7        | 0        | SF      | 7   | 9   | 0   | SEA    | 4   | 12  | 0   | StL    | 2   | 14  | 0   |
| 2007 | SEA(3d)  | 10       | 6        | 0        | ARI     | 8   | 8   | 0   | SF     | 5   | 11  | 0   | StL    | 3   | 13  | 0   |
| 2006 | SEA(4d)  | 9        | 7        | 0        | StL     | 8   | 8   | 0   | SF     | 7   | 9   | 0   | ARI    | 5   | 11  | 0   |
| 2005 | SEA(1s)  | 13       | 3        | 0        | StL     | 6   | 10  | 0   | ARI    | 5   | 11  | 0   | SF     | 4   | 12  | 0   |
| 2004 | SEA(4w)  | 9        | 7        | 0        | StL(5d) | 8   | 8   | 0   | SF     | 7   | 9   | 0   | ARI    | 5   | 11  | 0   |
| 2003 | StL(2d)  | 12       | 4        | 0        | SEA(5w) | 10  | 6   | 0   | SF     | 7   | 9   | 0   | ARI    | 4   | 12  | 0   |
| 2002 | SF(4d)   | 10       | 6        | 0        | StL     | 7   | 9   | 0   | SEA    | 7   | 9   | 0   | ARI    | 5   | 11  | 0   |

### AFC西地区（1977年-2001年）
- DEN:デンバー・ブロンコス、KC:カンザスシティ・チーフス、RAI→OAK:ロサンゼルス・レイダース→オークランド・レイダース、SD:サンディエゴ・チャージャーズ、SEA:シアトル・シーホークス
- 1982年シーズンはストライキの影響により、地区別成績ではなく、カンファレンス上位8チームがプレイオフ進出するルールであったが、ここでは地区別に変換して表記する。
- 括弧内の数字はプレイオフ出場時のシード順、文字はv：スーパーボウル優勝、s：スーパーボウル敗退・カンファレンス優勝、c：カンファレンス決勝敗退、d：ディビジョナルプレーオフ敗退、w：ワイルドカードプレイオフ敗退。1982年についてはd：2回戦敗退、w：1回戦敗退。

| 年   | 地区優勝 | 地区優勝 | 地区優勝 | 地区優勝 | 2位     | 2位 | 2位 | 2位 | 3位     | 3位 | 3位 | 3位 | 4位    | 4位 | 4位 | 4位 | 5位    | 5位 | 5位 | 5位 |
| 年   | チーム   | 勝       | 負       | 分       | チーム  | 勝  | 負  | 分  | チーム  | 勝  | 負  | 分  | チーム | 勝  | 負  | 分  | チーム | 勝  | 負  | 分  |
| ---- | -------- | -------- | -------- | -------- | ------- | --- | --- | --- | ------- | --- | --- | --- | ------ | --- | --- | --- | ------ | --- | --- | --- |
| 2001 | OAK(3d)  | 10       | 6        | 0        | SEA     | 9   | 7   | 0   | DEN     | 8   | 8   | 0   | KC     | 6   | 10  | 0   | SD     | 5   | 11  | 0   |
| 2000 | OAK(2c)  | 12       | 4        | 0        | DEN(5w) | 11  | 5   | 0   | KC      | 7   | 9   | 0   | SEA    | 6   | 10  | 0   | SD     | 1   | 15  | 0   |
| 1999 | SEA(3w)  | 9        | 7        | 0        | KC      | 9   | 7   | 0   | SD      | 8   | 8   | 0   | DEN    | 8   | 8   | 0   | OAK    | 6   | 10  | 0   |
| 1998 | DEN(1v)  | 14       | 2        | 0        | OAK     | 8   | 8   | 0   | SEA     | 8   | 8   | 0   | KC     | 7   | 9   | 0   | SD     | 5   | 11  | 0   |
| 1997 | KC(1d)   | 13       | 3        | 0        | DEN(4v) | 12  | 4   | 0   | SEA     | 8   | 8   | 0   | OAK    | 4   | 12  | 0   | SD     | 4   | 12  | 0   |
| 1996 | DEN(1d)  | 13       | 3        | 0        | KC      | 9   | 7   | 0   | SD      | 8   | 8   | 0   | OAK    | 7   | 9   | 0   | SEA    | 7   | 9   | 0   |
| 1995 | KC(1d)   | 13       | 3        | 0        | SD(4w)  | 9   | 7   | 0   | SEA     | 8   | 8   | 0   | DEN    | 8   | 8   | 0   | OAK    | 8   | 8   | 0   |
| 1994 | SD(2s)   | 11       | 5        | 0        | KC(6w)  | 9   | 7   | 0   | RAI     | 9   | 7   | 0   | DEN    | 7   | 9   | 0   | SEA    | 6   | 10  | 0   |
| 1993 | KC(3c)   | 11       | 5        | 0        | RAI(4d) | 10  | 6   | 0   | DEN(5w) | 9   | 7   | 0   | SD     | 8   | 8   | 0   | SEA    | 6   | 10  | 0   |
| 1992 | SD(3d)   | 11       | 5        | 0        | KC(6w)  | 10  | 6   | 0   | DEN     | 8   | 8   | 0   | RAI    | 7   | 9   | 0   | SEA    | 2   | 14  | 0   |
| 1991 | DEN(2c)  | 12       | 4        | 0        | KC(4d)  | 10  | 6   | 0   | RAI(5w) | 9   | 7   | 0   | SEA    | 7   | 9   | 0   | SD     | 4   | 12  | 0   |
| 1990 | RAI(2c)  | 12       | 4        | 0        | KC(5w)  | 11  | 5   | 0   | SEA     | 9   | 7   | 0   | SD     | 6   | 10  | 0   | DEN    | 5   | 11  | 0   |
| 1989 | DEN(1s)  | 11       | 5        | 0        | KC      | 8   | 7   | 1   | RAI     | 8   | 8   | 0   | SEA    | 7   | 9   | 0   | SD     | 6   | 10  | 0   |
| 1988 | SEA(3d)  | 9        | 7        | 0        | DEN     | 8   | 8   | 0   | RAI     | 7   | 9   | 0   | SD     | 6   | 10  | 0   | KC     | 4   | 11  | 1   |
| 1987 | DEN(1s)  | 10       | 4        | 1        | SEA(5w) | 9   | 6   | 0   | SD      | 8   | 7   | 0   | RAI    | 5   | 10  | 0   | KC     | 4   | 11  | 0   |
| 1986 | DEN(2s)  | 11       | 5        | 0        | KC(5w)  | 10  | 6   | 0   | SEA     | 10  | 6   | 0   | RAI    | 8   | 8   | 0   | SD     | 4   | 12  | 0   |
| 1985 | RAI(1d)  | 12       | 4        | 0        | DEN     | 11  | 5   | 0   | SEA     | 8   | 8   | 0   | SD     | 8   | 8   | 0   | KC     | 6   | 10  | 0   |
| 1984 | DEN(2d)  | 13       | 3        | 0        | SEA(4d) | 12  | 4   | 0   | RAI(5w) | 11  | 5   | 0   | KC     | 8   | 8   | 0   | SD     | 7   | 9   | 0   |
| 1983 | RAI(1v)  | 12       | 4        | 0        | SEA(4c) | 9   | 7   | 0   | DEN(5w) | 9   | 7   | 0   | SD     | 6   | 10  | 0   | KC     | 6   | 10  | 0   |
| 1982 | RAI(1d)  | 8        | 1        | 0        | SD(5d)  | 6   | 3   | 0   | SEA     | 4   | 5   | 0   | KC     | 3   | 6   | 0   | DEN    | 2   | 7   | 0   |
| 1981 | SD(3c)   | 10       | 6        | 0        | DEN     | 10  | 6   | 0   | KC      | 9   | 7   | 0   | OAK    | 7   | 9   | 0   | SEA    | 6   | 10  | 0   |
| 1980 | SD(1c)   | 11       | 5        | 0        | OAK(4v) | 11  | 5   | 0   | KC      | 8   | 8   | 0   | DEN    | 8   | 8   | 0   | SEA    | 4   | 12  | 0   |
| 1979 | SD(1d)   | 12       | 4        | 0        | DEN(5w) | 10  | 6   | 0   | SEA     | 9   | 7   | 0   | OAK    | 9   | 7   | 0   | KC     | 7   | 9   | 0   |
| 1978 | DEN(3d)  | 10       | 6        | 0        | OAK     | 9   | 7   | 0   | SEA     | 9   | 7   | 0   | SD     | 9   | 7   | 0   | KC     | 4   | 12  | 0   |
| 1977 | DEN(1s)  | 12       | 2        | 0        | OAK(4c) | 11  | 3   | 0   | SD      | 7   | 7   | 0   | SEA    | 5   | 9   | 0   | KC     | 2   | 12  | 0   |

### NFC西地区（1976年）
- SF：サンフランシスコ・49ERS、LA：ロサンゼルス・ラムズ、ATL：アトランタ・ファルコンズ、NO：ニューオーリンズ・セインツ、SEA：シアトル・シーホークス
- 括弧内の数字はプレイオフ出場時のシード順、文字はv：スーパーボウル優勝、s：スーパーボウル敗退・カンファレンス優勝、c：カンファレンス決勝敗退、d：ディビジョナルプレーオフ敗退、w：ワイルドカードプレイオフ敗退。

| 年   | 地区優勝 | 地区優勝 | 地区優勝 | 地区優勝 | 2位    | 2位 | 2位 | 2位 | 3位    | 3位 | 3位 | 3位 | 4位    | 4位 | 4位 | 4位 | 5位    | 5位 | 5位 | 5位 |
| 年   | チーム   | 勝       | 負       | 分       | チーム | 勝  | 負  | 分  | チーム | 勝  | 負  | 分  | チーム | 勝  | 負  | 分  | チーム | 勝  | 負  | 分  |
| ---- | -------- | -------- | -------- | -------- | ------ | --- | --- | --- | ------ | --- | --- | --- | ------ | --- | --- | --- | ------ | --- | --- | --- |
| 1976 | LA(3c)   | 10       | 3        | 1        | SF     | 8   | 6   | 0   | ATL    | 4   | 10  | 0   | NO     | 4   | 10  | 0   | SEA    | 2   | 12  | 0   |

## 主な選手

### 永久欠番
| シアトル・シーホークス 永久欠番一覧 |                             |                |            |           |
| 背番号                              | 選手                        | 選手           | ポジション | 在籍期間  |
| 12                                  | ファン *                    | Fans           | FAN        | 1976-現在 |
| 45                                  | ケニー・イーズリー          | Kenny Easley   | SS         | 1981–1987 |
| 71                                  | ウォルター・ジョーンズ      | Walter Jones   | OT         | 1997–2009 |
| 80                                  | スティーブ・ラージェント ** | Steve Largent  | WR         | 1976–1989 |
| 96                                  | コーテス・ケネディ          | Cortez Kennedy | DT         | 1990–2000 |

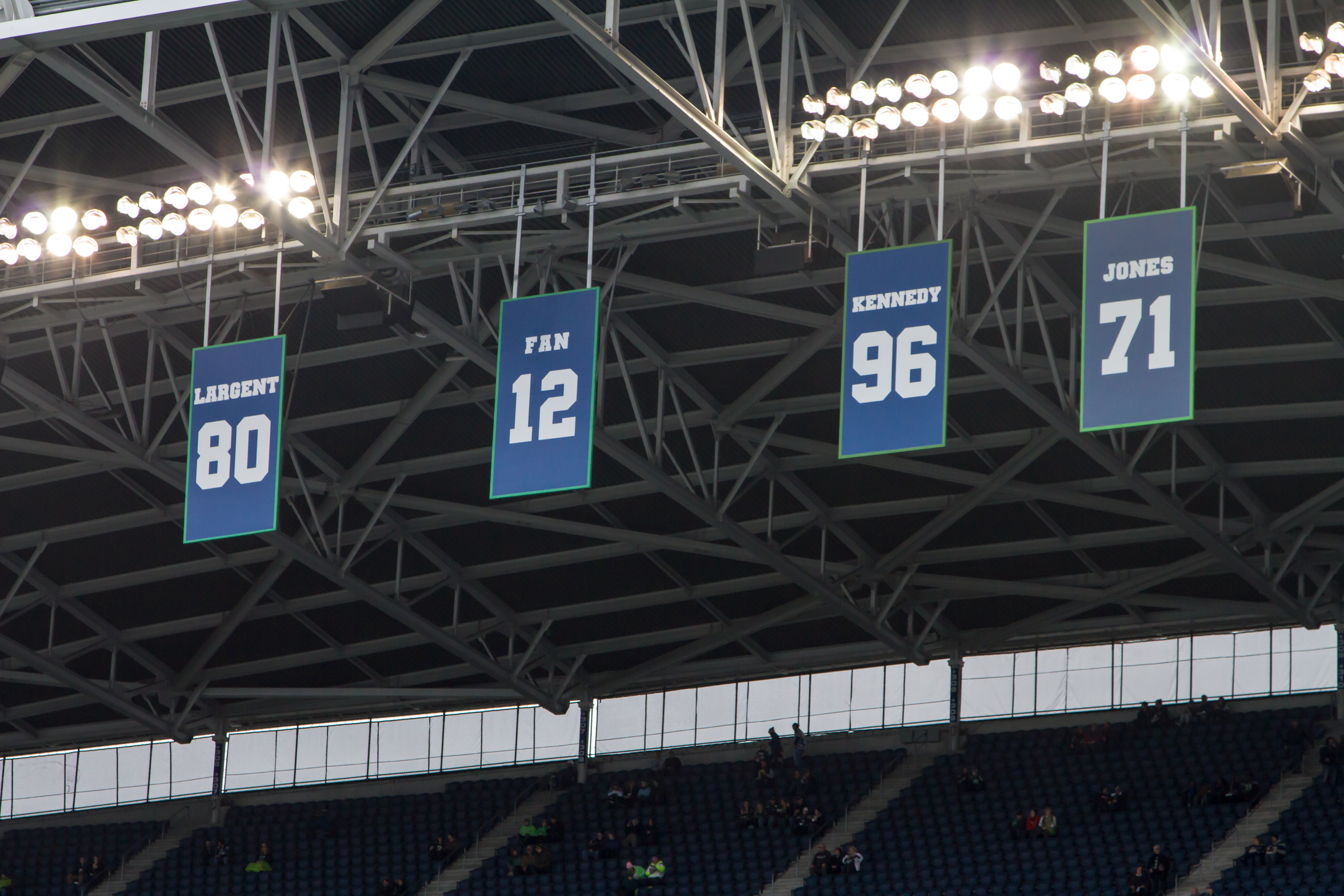
ルーメン・フィールドに掲げられているシーホークスの永久欠番

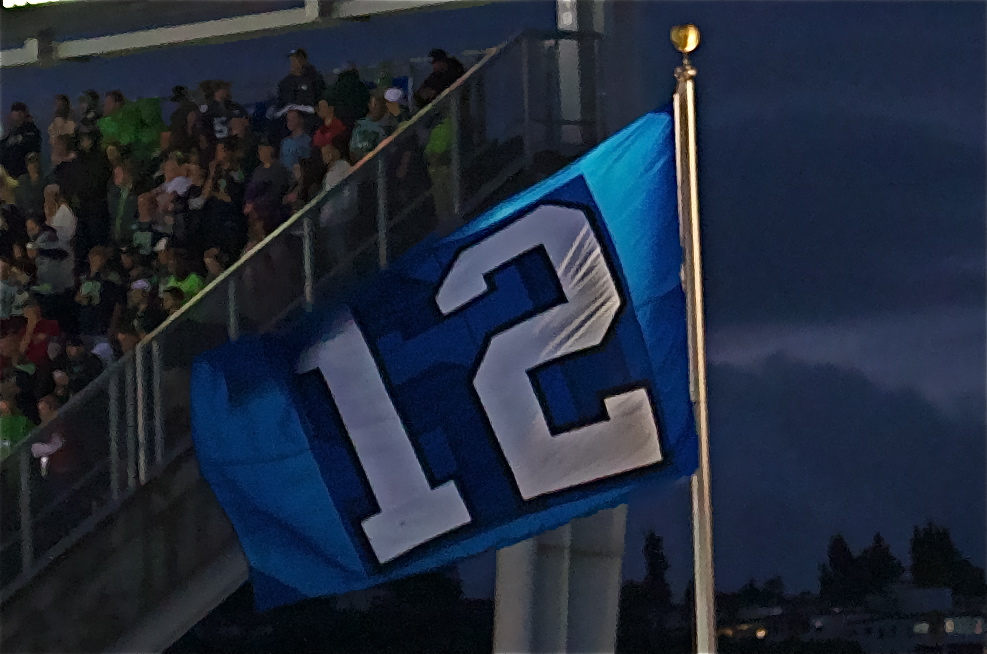
ファンの背番号12の旗

* 激しいクラウドノイズでチームに献身的に貢献するファンのために、1984年12月15日に12番を、ファンのための永久欠番とした。
** 2004年にジェリー・ライスが移籍してきた際に一時的に永久欠番でなくなった。

### プロフットボール殿堂入り
| プロフットボール殿堂入りメンバー一覧 |                          |                  |              |           |        |
| 選手                                 |                          |                  |              |           |        |
| 背番号                               | 名前                     | 名前             | ポジション   | 在籍期間  | 選出年 |
| 34                                   | フランコ・ハリス         | Franco Harris    | FB           | 1984      | 1990   |
| 80                                   | スティーブ・ラージェント | Steve Largent    | WR           | 1976–1989 | 1995   |
| 81                                   | カール・エラー           | Carl Eller       | DE           | 1979      | 2004   |
| 1                                    | ウォーレン・ムーン       | Warren Moon      | QB           | 1997–1998 | 2006   |
| 93                                   | ジョン・ランドル         | John Randle      | DT           | 2001–2003 | 2010   |
| 80                                   | ジェリー・ライス         | Jerry Rice       | WR           | 2004      | 2010   |
| 96                                   | コーテス・ケネディ       | Cortez Kennedy   | DT           | 1990–2000 | 2012   |
| 71                                   | ウォルター・ジョーンズ   | Walter Jones     | OT           | 1997–2009 | 2014   |
| 45                                   | ケニー・イーズリー       | Kenny Easley     | SS           | 1981–1987 | 2017   |
| 52                                   | ケビン・マワイ           | Kevin Mawae      | C            | 1994–1997 | 2019   |
| 76                                   | スティーブ・ハッチンソン | Steve Hutchinson | G            | 2001–2005 | 2020   |
| コーチ・エグゼクティブ               |                          |                  |              |           |        |
| 名前                                 | 名前                     | 名前             | 役職         | 在籍期間  | 選出年 |
| トム・フローレス                     | トム・フローレス         | Tom Flores       | ヘッドコーチ | 1992–1994 | 2021   |

1. ↑  NFL歴代パスキャッチ記録を持っていたが、のちにワシントン・レッドスキンズのアート・モンク（Art Monk）に更新された
2. ↑  マイク・マコーマック（Mike McCormack）はシーホークスのヘッドコーチ、社長、ゼネラルマネージャーを務めたが、プロフットボール殿堂へはニューヨーク・ヤンクスとクリーブランド・ブラウンズの選手（T）としての貢献のみが登録されている

### リング・オブ・オナー
- デイブ・ブラウン
- ケニー・イーズリー
- ジェイコブ・グリーン
- ピート・グロス
- マット・ハッセルベック
- マイク・ホルムグレン
- ウォルター・ジョーンズ
- コーテス・ケネディ
- チャック・ノック
- デイブ・クレイグ
- スティーブ・ラージェント
- カート・ワーナー
- ジム・ゾーン
- ポール・アレン

### 35周年記念チーム（2010）
35周年記念チームは、シーホークス公式サイトのユーザー投票で選ばれ、2010年に発表された。

## 歴代ヘッドコーチ
- ジャック・パテラ (1976-1982)
- マイク・マコーマック (1982)
- チャック・ノックス (1983-1991)
- トム・フローレス (1992-1994)
- デニス・エリクソン (1995-1998)
- マイク・ホルムグレン (1999-2008)
- ジム・L・モーラ (2009)
- ピート・キャロル (2010-2023)
- マイク・マクドナルド (2024-)